# Quam singulari
 (novembre 2024).
Quam singulari... (latin pour « avec quel unique…[amour] ») est le titre du décret de la Sacrée Congrégation des Sacrements (8 août 1910) ratifié par le pape Pie X et promulgué le 15 août, sur l'âge auquel les enfants peuvent être admis à la première communion. Le décret - redonnant sa place à la communion eucharistique - est considéré comme le point de départ d'une réforme liturgique qui aboutira à la constitution Sacrosanctum Concilium du concile Vatican II (4 décembre 1963).

## Circonstances
L'influence janséniste n'a pas encore entièrement disparu dans l'Église catholique, qui insistait sur les mérites à avoir pour pouvoir recevoir la communion comme récompense à de tels mérites. Aussi le pape explique-t-il prudemment que sa décision n'est pas l'introduction d'une nouvelle discipline mais d'un retour à la pratique ancienne de l'Église et le rétablissement d'un droit ancien et universel de l'Église. De plus, la coutume de donner la sainte communion aux enfants immédiatement après le baptême, et souvent avant le début de leur vie rationnelle, si elle fut modifiée, n'a jamais été condamnée. C'est d'ailleurs une pratique courante chez les Grecs et les Orientaux.
Enfin ce décret est dans la ligne du décret du quatrième concile du Latran (1215, canon xxi) qui n'a jamais été révoqué ou modifié, et en vertu duquel tous sont tenus, dès qu'ils arrivent à l'âge de raison, de recevoir à la fois les sacrements de pénitence et de sainte communion au temps de Pâques, décret qui fut confirmé par le concile de Trente (session XIII, de Eucharistia, chap. viii, can. ix).

## Contenu
- Des erreurs sont condamnées comme celle de croire qu'une plus grande connaissance des articles de la foi est nécessaire, la première communion n'étant pas essentiellement différente des autres. Ou encore de croire que la Sainte Eucharistie est une récompense et non pas un remède à la faiblesse humaine (jansénisme).
- On ne peut refuser à un baptisé qui a l'âge de raison de recevoir la sainte communion : c'est un droit acquis au baptême.
- On fait du tort à ceux qui quittent l'âge de l'innocence angélique en les privant du Christ et de ses grâces. Le tort (un abus détestable) est encore plus grave lorsque l'on refuse le viatique à un enfant mourant du fait qu'il n'a pas encore fait sa première communion.

## Conditions
Aussi bien pour faire sa première confession que pour faire sa première communion il est nécessaire:
1. d'avoir l'âge de raison : il est essentiel que l'enfant soit en mesure de distinguer entre le bien et le mal et commence à utiliser sa faculté de raisonner. Si l'âge de 7 ans est mentionné, c'est parce que c'est à cet âge-là que l'enfant commence à raisonner.
2. Il est nécessaire qu'il ait une connaissance de Dieu suffisante, comme étant Celui qui récompense le Bien et punit le Mal. Il n'est pas nécessaire qu'il mémorise des définitions théologiques à propos des vérités de la foi.
3. L'enfant doit être capable de distinguer l'Eucharistie du pain ordinaire: que ce qui semble être du pain, ne l'est pas mais bien le corps et le sang du Christ (sa présence réelle).
4. l'enfant doit apprendre à recevoir la Sainte Communion avec dévotion, instruit de la nécessité d'être en état de grâce, et jeûner depuis minuit avant de communier.

## Obligation d'admettre les enfants à la première communion
Lorsque l'enfant atteint l'âge de raison l'obligation de recevoir la Sainte Communion est de loi divine et ecclésiastique. Elle oblige (sous peine de péché grave) les enfants eux-mêmes, leurs parents et tous ceux qui ont une responsabilité à leur égard, y compris enseignants, confesseurs et pasteurs.
Les enfants doivent être encouragés à s'approcher fréquemment de l'autel, même quotidiennement, si possible.
Les responsables doivent considérer comme étant un devoir très important de veiller à leur instruction religieuse (catéchisme) par après.

## Mise en œuvre
La première communion est donnée lors d'une cérémonie publique organisée par le curé de paroisse, annuellement ou davantage. Elle peut être simple ou solennelle. Simple si les petits enfants reçoivent la communion avec d'autres qui s'approchent de la sainte table, après y avoir été préparés. Solennelle si les nouveaux communiants y participent après avoir suivi un cours de doctrine chrétienne.
Le décret Quam singulari doit être lu annuellement (en langue vernaculaire) dans les paroisses, durant le temps pascal. Les ordinaires (évêques), durant leur visite ad limina quinquennale rendront compte de la manière dont ce décret est observé.